# Juanma López Iturriaga
Juan Manuel «Juanma» López Iturriaga (Bilbao, Vizcaya, 4 de febrero de 1959) es un exbaloncestista y presentador de televisión español. Como jugador, estuvo activo profesionalmente desde 1975 hasta 1990.

## Biografía
Nació en 1959 en Bilbao, Vizcaya, País Vasco (España). Se inició al baloncesto en las categorías inferiores del Loiola Indautxu de Bilbao. Con 1,95 m ocupaba la posición de Alero / Escolta, aunque debido a su buen manejo de balón había veces que jugaba como base, y fue 90 veces internacional con la selección absoluta de baloncesto española.
En la temporada 1975/76 jugó con el Loyola Indautxu en competición nacional, para incorporarse a la siguiente al Real Madrid, club en el que permanecerá hasta la campaña 1987/88.
Fue un especialista en culminar los contraataques y es el único jugador de baloncesto español que ha sido internacional en las categorías de minibasket, juvenil, junior, sub-21, sub-23 y absoluto. También fue convocado para disputar partidos con la selección vasca.
Fue uno de los integrantes del equipo nacional que ganó la medalla de plata en los Juegos Olímpicos de Los Ángeles 1984, en el que fue titular en la mayor parte de los partidos y el cuarto máximo anotador del equipo. En la final ante Estados Unidos jugó 15 minutos y anotó 6 puntos. En las temporadas 1988/89 y 1989/90 jugó en el Cajabilbao, retirándose de la práctica deportiva al terminar esta etapa.

### Después de la retirada
Una vez retirado del baloncesto de competición ha sido presentador de varios programas de televisión como Inocente, inocente además de colaborar en diferentes medios de comunicación, entre ellos el diario El País, ACB.com, la revista Gigantes del Basket y comentarista de los partidos ACB en Telemadrid y TVE.
Fue comentarista en La Sexta durante el Mundobasket 2006, narrando el oro de la Selección española, y repitió durante el Eurobasket 2007, 2009 y 2011. Presentó junto a Cristina Villanueva el espacio dominical deportivo "No me digas que no te gusta el fútbol" durante dos temporadas (2006/2007 y 2007/2008). Ha protagonizado varios anuncios televisivos para marcas como Danone y es autor de los libros Antes de que se me olvide y Ahora que me acuerdo (Ediciones Turpial, 2010 y 2014 respectivamente).
Además presenta, desde 2015, junto a Antoni Daimiel, Siro López y Pablo Lolaso el programa "Colgados del Aro" en la plataforma YouTube.

## Vida personal
Es hermano del bloguero, periodista musical y crítico gastronómico Mikel López Iturriaga. Está casado con la fotógrafa y artista visual Ruth Peche y tienen dos hijos; Candela y Mikel, que también juega al baloncesto.
Su sobrina, Livia López, es la presidenta del Club Araski AES de baloncesto femenino de Vitoria.

## Estadísticas de su carrera en la ACB
|  | Denota temporada en la que fueron campeones de liga |

### Temporada regular
| Año     | Equipo      | PJ | PT | MPP  | %TC  | %3P  | %TL  | RPP | APP | ROB | TPP | PPP  |
| ------- | ----------- | -- | -- | ---- | ---- | ---- | ---- | --- | --- | --- | --- | ---- |
| 1983-84 | Real Madrid | 24 |    | 33.3 |      | .000 | .680 |     |     |     |     | 17.2 |
| 1984-85 | Real Madrid | 24 |    | 25.8 | .558 | .349 | .737 | 1.9 | 1.2 | 1.3 | 0.0 | 13.8 |
| 1985-86 | Real Madrid | 25 |    | 28.5 | .608 | .400 | .726 | 2.4 | 2.2 | 2.0 | 0.1 | 16.0 |
| 1986-87 | Real Madrid | 21 |    | 27.5 | .556 | .238 | .551 | 2.1 | 1.3 | 1.7 | 0.0 | 12.6 |
| 1987-88 | Real Madrid | 14 |    | 22.2 | .564 | .321 | .654 | 1.9 | 1.2 | 1.0 | 0.0 | 13.1 |
| 1988-89 | Caja Bilbao | 36 |    | 30.1 | .497 | .367 | .827 | 2.0 | 1.5 | 2.0 | 0.1 | 13.8 |
| 1989-90 | Caja Bilbao | 35 |    | 30.7 | .518 | .390 | .586 | 3.9 | 2.1 | 1.4 | 0.0 | 13.9 |
| Total   |             |    |    |      |      |      |      |     |     |     |     |      |

## Programas de televisión que ha presentado
- Inocente, inocente (1992-1998) en televisiones autonómicas y Telecinco.
- El friqui (1993-1994) en Telemadrid.
- El rompecabezotas (1994-1998) en Telemadrid y ETB2.
- Puerta a la fama (1996-1997) en Telemadrid.[2]
- Flash. El juego de las noticias (1999) en Telecinco.[3]
- Supervivientes (2000-2001) en Telecinco.
- No me digas que no te gusta el fútbol (2006-2008) en La Sexta junto a Cristina Villanueva.
- Comentarista de la selección española para La Sexta en los siguientes eventos: Mundobasket Japón 2006, Eurobasket España 2007, Eurobasket Polonia 2009, Mundobasket Turquía 2010, Europeo Lituania 2011.
- Fue comentarista de la Liga ACB en Telemadrid a principio de los noventa y de Televisión Española durante la temporada 2012-13 y 2013-2014.
- Gala Inocente, Inocente (2010, 2012-2020) en La 1.
- Colgados del aro (2015-¿?) en YouTube y Twitch junto a Antoni Daimiel, Siro López, Toñín Llorente, Pablo Lolaso o Faustino Sáez entre otros
- Crush: la pasta te aplasta (2018) en TVE.
- Ese programa del que usted me habla (2018-2019) en La 2.
- A partir de hoy (2019-2020) en TVE.
- La caza: nada es lo que parece (2023) en ETB2.

## Libros
- Antes de que se me olvide (2010). Ediciones Turpial.
- Ahora que me acuerdo (2014). Ediciones Turpial.
- Jugones en un tweet: 45 leyendas olímpicas (2021). Norma Editorial.

## Palmarés deportivo
Clubes
- 7 Ligas españolas: (1977, 1979, 1980, 1982, 1984, 1985, 1986).
- 3 Copas del Rey  (1977, 1985, 1986).
- 1 Supercopa de España (1985).
- 2 Copa de Europa (1978, 1980).
- 1 Recopa de Europa (1984).
- 1 Copa Korac (1988).
- 3 Copas Intercontinentales: (1977, 1978, 1981)
- 8 Torneos Internacionales de Navidad.
- 2 Torneos Internacionales de Clubes ACB ("Memorial Héctor Quiroga") -Supercopa Europea-
- 4 Torneos de la Comunidad de Madrid.
- 10 Trofeos amistosos (con el Real Madrid).
- Campeón de España Cadete.
- Subcampeón de España Juvenil.
- Campeón de España de Tercera División.

Selección nacional
- Medalla de Plata JJ.OO Los Ángeles (Estados Unidos) 1984.
- Medalla de Plata Campeonato de Europa Nantes (Francia) 1983.
- Medalla de Plata Campeonato de Europa Junior. Roseto (Italia) 1978.
- Medalla de Bronce Campeonato de Europa Junior. Santiago de Compostela (España) 1976.